# Mr. Blue Sky
Mr. Blue Sky is een single van de Britse rockgroep Electric Light Orchestra uit 1978.
Het nummer is geschreven door Jeff Lynne tijdens een verblijf in Bassins, Zwitserland. Het was al twee weken tijd miserabel weer toen ineens de lucht openbrak en de zon tevoorschijn kwam. Mr. Blue Sky is de afsluiting van het zevende studioalbum elpeekant 3 van de dubbelelpee Out of the blue, die geheel in het teken staat van Concerto for a rainy day. Mr. Blue Sky bestaat uit twee gedeeltes: het daadwerkelijke lied en een instrumentaal coda als afsluiting van het lied en het Concerto. Er wordt in het nummer veelal gebruikgemaakt van de vocoder die soms niet duidelijk laat horen wat gezongen wordt (meestal wordt er de titel gezongen). Een jarenlang misverstand omtrent de slotwoorden werd opgelost door Jeff Lynne en Richard Tandy (zijn rechterhand in de band) zelf. Er wordt niet gezongen "Mr. Blue Sky", maar "Please turn me over". Dat laatste had betrekking op het feit dat de elpee omgedraaid moest worden na de track, om de rest van de nummers af te spelen.
De plaat haalde met B-kant One summer dream over de gehele wereld successen en werd daarom regelmatig gecoverd of voor andere doeleinden gebruikt. Zo gebruikt de Britse voetbalclub  Birmingham City FC het als opening bij elke thuiswedstrijd ter ere van Jeff Lynne, supporter van dat elftal en vriend van hun voormalige speler Trevor Francis.

## Achtergrond
De Amerikaanse versie is met 3:05 aanmerkelijk korter, waarschijnlijk omdat op die versie het coda ontbreekt.
De voorgaande single Turn to stone haalde in Nederland op Hilversum 3 ook de Nederlandse Top 40 en de Nationale Hitparade, de opvolger Sweet talkin' woman ook. Beide kwamen van het album Out of the blue, dat ook de albumlijsten haalde.
In Nederland werd Mr. Blue Sky op zaterdag 11 februari 1978 door de omroepen NOS, KRO, NCRV en de VARA uitgeroepen tot de 360e Troetelschijf van de week op Hilversum 3 en werd een grote hit in de destijds twee landelijke hitlijsten op de nationale publieke popzender. De plaat bereikte de 8e positie in de Nationale Hitparade en de 11e positie in de Nederlandse Top 40. In de Europese hitlijst op Hilversum 3, de TROS Europarade, werd ook de 11e positie bereikt.
In België bereikte de plaat de 18e positie in de voorloper van de Vlaamse Ultratop 50 en de 23e positie in de Vlaamse Radio 2 Top 30. In Wallonië werd géén notering behaald.
Deze plaat werd gebruikt in vele televisieprogramma's en films, waaronder Guardians of the Galaxy Vol. 2, Megamind en Paul Blart: Mall Cop.
Sinds de allereerste editie in december 1999 staat de plaat onafgebroken genoteerd in de jaarlijkse NPO Radio 2 Top 2000 van de Nederlandse publieke radiozender NPO Radio 2, met als hoogste notering tot nu toe een 42e positie in 2001.

## Hitnoteringen

### Nederlandse Top 40
| Mr. Blue Sky in de Nederlandse Top 40 - Binnen: 18-02-1978 | Mr. Blue Sky in de Nederlandse Top 40 - Binnen: 18-02-1978 | Mr. Blue Sky in de Nederlandse Top 40 - Binnen: 18-02-1978 | Mr. Blue Sky in de Nederlandse Top 40 - Binnen: 18-02-1978 | Mr. Blue Sky in de Nederlandse Top 40 - Binnen: 18-02-1978 | Mr. Blue Sky in de Nederlandse Top 40 - Binnen: 18-02-1978 | Mr. Blue Sky in de Nederlandse Top 40 - Binnen: 18-02-1978 | Mr. Blue Sky in de Nederlandse Top 40 - Binnen: 18-02-1978 | Mr. Blue Sky in de Nederlandse Top 40 - Binnen: 18-02-1978 | Mr. Blue Sky in de Nederlandse Top 40 - Binnen: 18-02-1978 | Mr. Blue Sky in de Nederlandse Top 40 - Binnen: 18-02-1978 | Mr. Blue Sky in de Nederlandse Top 40 - Binnen: 18-02-1978 |
| Week                                                       | 1                                                          | 2                                                          | 3                                                          | 4                                                          | 5                                                          | 6                                                          | 7                                                          | 8                                                          | 9                                                          | 10                                                         |                                                            |
| ---------------------------------------------------------- | ---------------------------------------------------------- | ---------------------------------------------------------- | ---------------------------------------------------------- | ---------------------------------------------------------- | ---------------------------------------------------------- | ---------------------------------------------------------- | ---------------------------------------------------------- | ---------------------------------------------------------- | ---------------------------------------------------------- | ---------------------------------------------------------- | ---------------------------------------------------------- |
| Nummer                                                     | 30                                                         | 16                                                         | 11                                                         | 11                                                         | 12                                                         | 12                                                         | 21                                                         | 23                                                         | 32                                                         | 39                                                         | uit                                                        |

### Nationale Hitparade
| Mr. Blue Sky in de Nationale Hitparade - Binnen: 04-03-1978 | Mr. Blue Sky in de Nationale Hitparade - Binnen: 04-03-1978 | Mr. Blue Sky in de Nationale Hitparade - Binnen: 04-03-1978 | Mr. Blue Sky in de Nationale Hitparade - Binnen: 04-03-1978 | Mr. Blue Sky in de Nationale Hitparade - Binnen: 04-03-1978 | Mr. Blue Sky in de Nationale Hitparade - Binnen: 04-03-1978 | Mr. Blue Sky in de Nationale Hitparade - Binnen: 04-03-1978 | Mr. Blue Sky in de Nationale Hitparade - Binnen: 04-03-1978 | Mr. Blue Sky in de Nationale Hitparade - Binnen: 04-03-1978 | Mr. Blue Sky in de Nationale Hitparade - Binnen: 04-03-1978 |
| Week                                                        | 1                                                           | 2                                                           | 3                                                           | 4                                                           | 5                                                           | 6                                                           | 7                                                           | 8                                                           |                                                             |
| ----------------------------------------------------------- | ----------------------------------------------------------- | ----------------------------------------------------------- | ----------------------------------------------------------- | ----------------------------------------------------------- | ----------------------------------------------------------- | ----------------------------------------------------------- | ----------------------------------------------------------- | ----------------------------------------------------------- | ----------------------------------------------------------- |
| Nummer                                                      | 14                                                          | 9                                                           | 8                                                           | 11                                                          | 13                                                          | 15                                                          | 19                                                          | 27                                                          | uit                                                         |

### NPO Radio 2 Top 2000
| Nummer met noteringen in de NPO Radio 2 Top 2000 | '99 | '00 | '01 | '02 | '03 | '04 | '05 | '06 | '07 | '08 | '09 | '10 | '11 | '12 | '13 | '14 | '15 | '16 | '17 | '18 | '19 | '20 | '21 | '22 | '23 | '24 |
| ------------------------------------------------ | --- | --- | --- | --- | --- | --- | --- | --- | --- | --- | --- | --- | --- | --- | --- | --- | --- | --- | --- | --- | --- | --- | --- | --- | --- | --- |
| Mr. Blue Sky                                     | 69  | 59  | 42  | 68  | 80  | 90  | 73  | 84  | 112 | 81  | 85  | 88  | 92  | 115 | 85  | 90  | 58  | 79  | 55  | 51  | 62  | 72  | 68  | 71  | 81  | 81  |

1. ↑  Een vetgedrukt getal geeft de hoogste notering aan.

### Evergreen Top 1000
| Evergreen Top 1000 "Mr. Blue Sky" | Evergreen Top 1000 "Mr. Blue Sky" | Evergreen Top 1000 "Mr. Blue Sky" | Evergreen Top 1000 "Mr. Blue Sky" | Evergreen Top 1000 "Mr. Blue Sky" | Evergreen Top 1000 "Mr. Blue Sky" | Evergreen Top 1000 "Mr. Blue Sky" | Evergreen Top 1000 "Mr. Blue Sky" | Evergreen Top 1000 "Mr. Blue Sky" | Evergreen Top 1000 "Mr. Blue Sky" | Evergreen Top 1000 "Mr. Blue Sky" | Evergreen Top 1000 "Mr. Blue Sky" | Evergreen Top 1000 "Mr. Blue Sky" | Evergreen Top 1000 "Mr. Blue Sky" | Evergreen Top 1000 "Mr. Blue Sky" | Evergreen Top 1000 "Mr. Blue Sky" | Evergreen Top 1000 "Mr. Blue Sky" |
| Jaar                              | 2008                              | 2009                              | 2010                              | 2011                              | 2012                              | 2013                              | 2014                              | 2015                              | 2016                              | 2017                              | 2018                              | 2019                              | 2020                              | 2021                              | 2022                              | 2023                              |
| --------------------------------- | --------------------------------- | --------------------------------- | --------------------------------- | --------------------------------- | --------------------------------- | --------------------------------- | --------------------------------- | --------------------------------- | --------------------------------- | --------------------------------- | --------------------------------- | --------------------------------- | --------------------------------- | --------------------------------- | --------------------------------- | --------------------------------- |
| Positie                           | -                                 | -                                 | -                                 | -                                 | -                                 | -                                 | -                                 | 408                               | 265                               | 233                               | 125                               | 164                               | 142                               | 163                               | 148                               | 159                               |